# Adulteranti e sofisticanti
Un adulterante o sofisticante è una sostanza aggiunta ad un prodotto che lo modifica, solitamente in accezione negativa. Si parla più propriamente di "sofisticante" se tale sostanza simula una falsa genuinità del prodotto modificandone l'aspetto, mentre un "adulterante" non ne modifica l'apparenza originaria.

## Storia
I primi studi sulle sostanze adulteranti vennero eseguiti nel 1820 dal chimico tedesco Friedrich Accum, che individuò molti metalli tossici nei coloranti di cibi e bevande.

## Negli alimenti e nelle bevande
L'adulterazione degli alimenti e delle bevande, oltre a diminuirne il valore commerciale, ne diminuiscono anche il valore igienico-nutrizionale e, in alcuni casi, costituiscono un grave pericolo per la salute pubblica.
Esempi passati e presenti di cibo adulterato o sofisticato, alcuni pericolosi, includono:
- Acqua, per diluire il latte[1]
- Acqua, per diluire le bevande alcoliche
- Alcol metilico nel vino (per aumentarne il grado alcolico)[1]
- enzima invertasi per accelerare la produzione del vino[1]
- caseine o latte in polvere per produrre mozzarelle[1]
- Gelatine di mele (marmellate), in sostituzione delle gelatine di frutta più costose, con aggiunta di coloranti e talvolta anche granelli di legno che simulano semi di lampone o fragola
- Sciroppo di mais ad alto contenuto di fruttosio o zucchero di canna, utilizzato per adulterare il miele
- Pane integrale imbevuto di ocra rossa per dare l'aspetto di salsiccia di manzo per il ripieno dei rotoli di salsiccia.[3]
- Radici di cicoria tostate utilizzate come adulterante per il caffè
- Acqua o salamoia iniettata nel pollo, nel maiale o in altre carni per aumentarne il peso[4]
- Urea, melammina e altre fonti di azoto non proteico, aggiunte ai prodotti proteici per gonfiare le misurazioni del contenuto di proteine grezze[5]

## Nelle sostanze stupefacenti
Nelle droghe, si utilizzano gli adulteranti come aggiunte ad uno stupefacente per simularne gli effetti secondari.
Ad esempio:
- la cocaina viene tagliata con benzocaina o lidocaina che riproducono, essendo un anestetico locale, la tipica sensazione di denti e gengive anestetizzati provocata dall'inalazione di cocaina;
- nelle pasticche di ecstasy, per provocare eccitazione motoria e cardiaca, spesso all'MDMA vengono aggiunti caffeina, piperazina, efedrina e altri stimolanti del sistema nervoso centrale.